# Estação G.M. Dimitrov

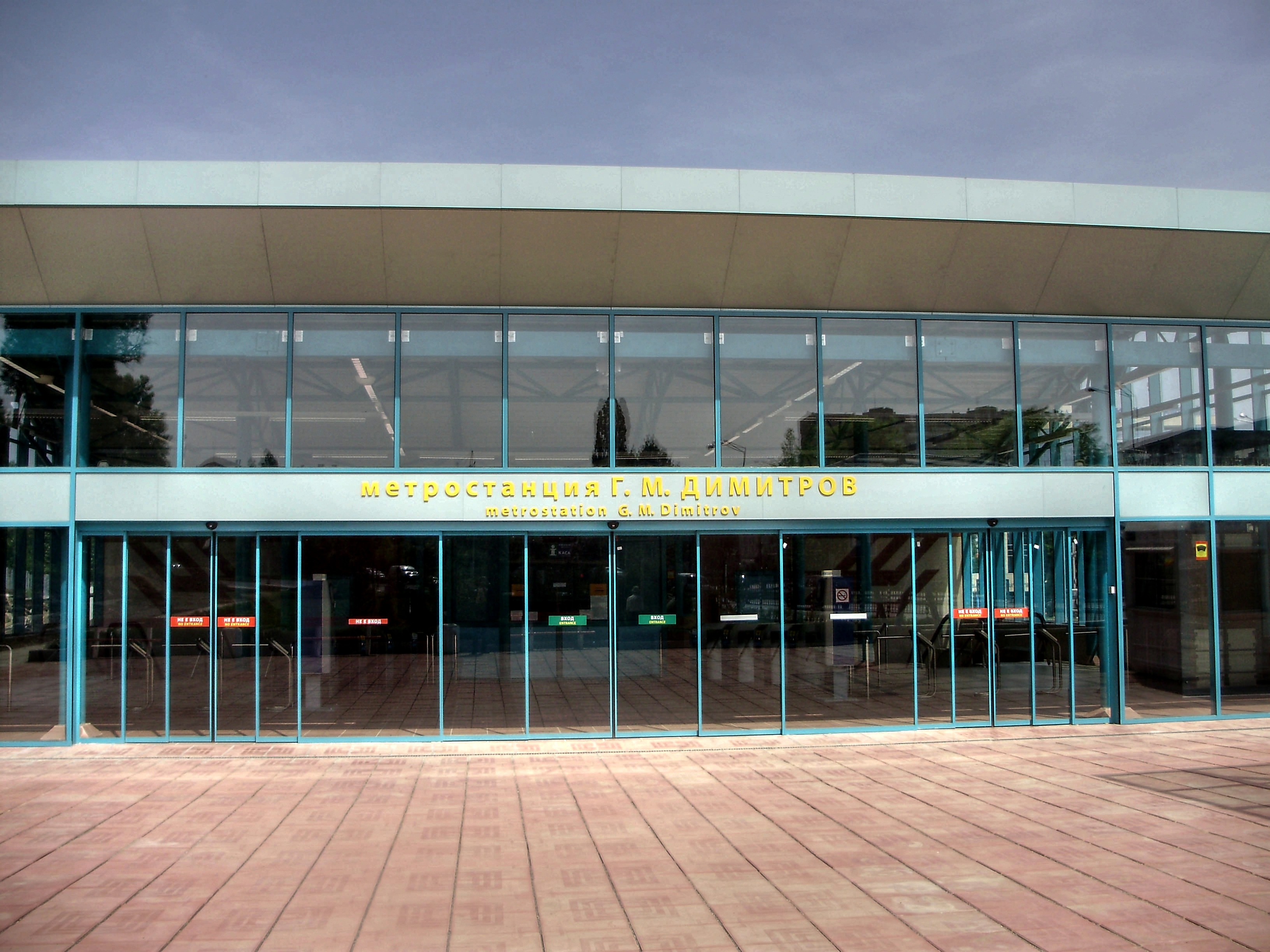
A Estação Metroviária G.M. Dimitrov.

A Estação Metroviária G.M. Dimitrov é uma estação da linha principal do Metropolitano de Sófia, na Bulgária. A estação, que entrou em operação em 8 de maio de 2009, é precedida pela Estação Joliot Curie e sucedida pela Estação Musagenitsa, no sentido Obelya-Mladost 1.